# Protonemura curvata
Protonemura curvata är en bäcksländeart som beskrevs av Zhiltzova 1981. Protonemura curvata ingår i släktet Protonemura och familjen kryssbäcksländor. Inga underarter finns listade i Catalogue of Life.